# Turnacoides basipuncta
Turnacoides basipuncta är en fjärilsart som beskrevs av M.Gaede 1928. Turnacoides basipuncta ingår i släktet Turnacoides och familjen tandspinnare. Inga underarter finns listade i Catalogue of Life.